# Струнный квартет № 1 (Прокофьев)
Струнный квартет № 1 си минор, соч. 90 — струнный квартет Сергея Прокофьева, написанный им по заказу благотворительного Фонда Элизабет Спрэг Кулидж для Библиотеки Конгресса США и впервые исполненный квартетом Антонио Бросы в Вашингтоне 25 апреля 1931 года.

## История создания
Во времена юности жанр струнных квартетов казался Сергею Сергеевичу Прокофьеву академически омертвевшим, и он опрометчиво сказал своему другу Николаю Мясковскому, что не стал бы писать квартеты, на что Николай Яковлевич ответил: «Ничего, придёт время, напишете».
Заказ на создание своего первого струнного квартета композитор получил от благотворительного Фонда Элизабет Спрэг Кулидж в 1930 году во время своих гастролей по Америке. В перерывах между выступлениями он тщательно изучал партитуры бетховенских квартетов, осваивал специфику квартетного письма.
Мировая премьера Первого квартета Прокофьева состоялась в апреле 1931 года в Вашингтоне — его исполнил американский квартет Антонио Бросы. Премьеру произведения в СССР спустя полгода, 9 октября, осуществил гастролировавший по Европе с музыкальной программой Библиотеки Конгресса США Квартет Рота.

## Музыка
Струнный квартет состоит из трёх частей общей длительностью около 24 минут: 
- I. Allegro
- II. Andante molto
- III. Andante

## Критика
Произведение вызвало восторженные отзывы современников. Друг и коллега Прокофьева Николай Яковлевич Мясковский отмечал «подлинную глубину при огромной мелодической линии» и полное отсутствие «эффектов». Музыковед Борис Владимирович Асафьев признавался, что произведение сильно взволновало его, утверждал, что «в Европе так никто больше не пишет». Также успешным было исполнение квартета в Париже, при котором среди прочих присутствовали известные композиторы Старого Света Артюр Онеггер, Дариус Мийо, Франсис Пуленк. Музыкальные критики отмечали «острый, но прозрачный стиль», «горячность и экспрессию медленных эпизодов, заключенных во всех частях», «безупречную четкость», «особый, новый в обиходе композитора акцент».